# Брехов Костянтин Іванович
Костянтин Іванович Брехов (нар. 6 березня 1907, місто Слов'янськ, тепер Донецької області — 24 серпня 1994, місто Москва) — радянський державний діяч, міністр хімічного і нафтового машинобудування СРСР, голова Московського обласного раднаргоспу. Кандидат у члени ЦК КПРС у 1961—1971 роках. Член ЦК КПРС у 1971—1986 роках. Депутат Верховної Ради СРСР 6—11-го скликань. Герой Соціалістичної Праці (5.03.1977).

## Життєпис
Народився 21 лютого (6 березня) 1907 року в місті Слов'янську Ізюмського повіту Харківської губернії в родині залізничника. У 1925 році закінчив школу фабрично-заводського учнівства (ФЗУ).
З 1926 по 1931 рік працював помічником машиніста і машиністом паровозного депо.
Член ВКП(б) з 1931 року.
У 1931—1936 роках — конструктор, інженер Краматорського машинобудівного заводу Донецької області.
У 1936 році закінчив Харківський механіко-машинобудівний інститут.
У 1936—1942 роках — начальник цеху, заступник головного механіка, головний механік, начальник відділу технічного контролю, начальник виробництва Краматорського машинобудівного заводу Донецької (Сталінської) області. На початку німецько-радянської війни обладнання заводу було вивезене на схід, до міста Іркутська.
У 1942—1944 роках — начальник виробництва, головний інженер — заступник директора, в 1944—1949 роках — директор Іркутського заводу важкого машинобудування імені Куйбишева.
У 1949—1954 роках — директор заводу «Південьуралмаш» Чкаловської (Оренбурзької) області.
У 1954—1957 роках — заступник міністра будівельного і дорожнього машинобудування СРСР.
У червні 1957 — квітні 1959 року — начальник управління машинобудування — заступник голови Ради народного господарства (раднаргоспу) Московського обласного економічного адміністративного району.
У квітні 1959 — грудні 1962 року — голова Ради народного господарства (раднаргоспу) Московського обласного економічного адміністративного району. У грудні 1962 — січні 1964 року — голова Ради народного господарства (раднаргоспу) Московського обласного економічного району.
24 січня 1964 — 2 жовтня 1965 року — голова Державного комітету хімічного і нафтового машинобудування при Держплані СРСР — міністр СРСР.
2 жовтня 1965 — 10 січня 1986 року — міністр хімічного і нафтового машинобудування СРСР.
Указом Президії Верховної Ради СРСР від 5 березня 1977 року за великі заслуги перед Радянською державою в розвитку хімічного і нафтового машинобудування і в зв'язку з 70-річчям Брехову Костянтину Івановичу присвоєно звання Героя Соціалістичної Праці з врученням ордена Леніна і золотої медалі «Серп і Молот».
З січня 1986 року — персональний пенсіонер союзного значення в Москві.
Помер 24 серпня 1994 року. Похований в Москві на Введенському цвинтарі.

## Нагороди і звання
- Герой Соціалістичної Праці (5.03.1977)
- чотири ордени Леніна (17.06.1961, 25.06.1966, 25.08.1971, 5.03.1977)
- орден Дружби народів (5.03.1987)
- орден «Знак Пошани» (24.11.1942)
- орден Червоної Зірки (31.03.1945)
- медалі
- Почесний громадянин міста Слов'янська (1967)[2]